# إريثريس
إريثري (Ερυθραί) هي مدينة في إقليم أتيكا في اليونان.
يبلغ عدد سكانها حوالي 3347   نسمة.